# 阿孔卡瓦山 (聖羅薩區)
16°49′30″S 69°54′28″W / 16.82500°S 69.90778°W
阿孔卡瓦山（Janq'u Q'awa），是秘魯的山峰，位於該國東南部普諾大區，由埃爾科廖省的聖羅薩區負責管轄，屬於安地斯山脈的一部分，海拔高度5,000米。